# Doom
Pour les articles homonymes, voir Doom (homonymie).
Doom est une série de jeux vidéo de tir à la première personne développé par id Software. Le premier titre de la série, Doom, est publié en shareware sur PC en décembre 1993.
Le jeu est ensuite porté sur de nombreux autres supports et a bénéficié de deux suites : Doom II et Doom 3, publiées respectivement en 1994 et 2004. Entretemps, en 1997, la Nintendo 64 accueille un épisode original : Doom 64. Un cinquième volume baptisé sobrement Doom, sort en 2016, puis Doom Eternal en 2020, et enfin Doom: The Dark Ages en 2025.
Les différents épisodes de la série se déroulent dans un univers fictif mélangeant des éléments de science-fiction et d’horreur, le joueur incarnant un Marine devant faire face à une invasion de démons venus de l'enfer via un portail interdimensionnel s'étant ouvert lors d'expérimentations menées par l'armée sur les deux lunes de Mars. Dans le jeu, le joueur évolue dans des environnements représentés en trois dimensions qu’il observe en vue subjective. L'objectif du joueur est de traverser un certain nombre de niveaux, chaque niveau du jeu étant peuplé de créatures démoniaques que le joueur doit combattre, à l’aide d’armes et de bonus qu’il récupère au fur et à mesure de sa progression, afin de pouvoir progresser jusqu'à en atteindre la sortie.
La série est considérée comme ayant popularisé le genre du jeu de tir à la première personne grâce notamment à ses graphismes, son système de jeu, son mode multijoueur inédit et son modèle économique (la distribution en shareware) mais aussi grâce aux controverses sur la violence des jeux vidéo qu'il a déclenchées. Doom a ainsi fortement influencé l'industrie du jeu vidéo, son système de jeu ayant été repris dans de nombreux titres longtemps qualifiés de « Doom-like ». Les trois épisodes d’origine de la série ont généralement été bien accueillis par la presse spécialisée et ont connu un important succès commercial, contribuant à faire d'id Software un acteur majeur de l'industrie du jeu vidéo. La version shareware de Doom a ainsi été téléchargée plus de trente millions de fois, les deux premiers opus se vendant chacun à plus d'un million d'exemplaires. De son côté, Doom 3 s'est écoulé à plus de 3,5 millions d'exemplaires.

## Liste des jeux

### Série principale
- 1993 : Doom.
- 1994 : Doom II: Hell on Earth.
- 1995 : The Ultimate Doom, une édition spéciale de Doom incluant un épisode inédit.
- 1995 : Master Levels for Doom II, une compilation de niveaux inédits pour Doom II.
- 1996 : Final Doom, une compilation de deux épisodes inédits réalisés avec le moteur de Doom II.
- 1997 : Doom 64, épisode original développé par Midway Games sur Nintendo 64.
- 2001 : Doom collector, qui regroupe The Ultimate Doom, Doom II, Final Doom et l'extension TNT Plutonia Experiment.
- 2004 : Doom 3 et The Ultimate Doom.
- 2005 : Doom 3: Resurrection of Evil, l'extension officielle de Doom 3.
- 2012 : Doom 3 BFG Édition, un remake « haute-définition » de Doom 3 incluant son extension, une extension inédite « Doom 3: The Lost Mission », ainsi que The Ultimate Doom et Doom II (plus de nouvelles missions pour ce dernier).
- 2016 : Doom, le quatrième volume de la franchise Doom, développé par id Software et édité par Bethesda Softworks.
- 2020 : Doom Eternal, suite du jeu de 2016.
- 2020 : Doom 64, portage officiel du jeu de Midway Games par Nightdive Studios, agrémenté d'un nouveau chapitre.
- 2024 : Doom + Doom II, Mise à jour du premier jeu doom, comportant les épisodes The Ultimate Doom, Doom II, Master Levels for Doom II, Final Doom, TNT Plutonia Experiment ainsi que Sigil et une extension inédite : Legacy of Rust
- 2025 : Doom: The Dark Ages

### Versions dérivées
- 2005 : Doom RPG sur téléphone mobile
- 2009 : Doom Resurrection sur iOS
- 2010 : Doom II RPG sur téléphone mobile

### Versions dérivées non-officielles
- 2002 : Doom Rogue-Like

## Trame

### Univers

Logo de l’Union Aerospace Corporation dans Doom 3.

Doom se déroule dans un univers fictif mélangeant des éléments de science-fiction et d’horreur. Le joueur y incarne le Doomguy (le « Marine ») ayant été transféré sur Mars après avoir assailli un officier supérieur lui ayant ordonné de massacrer des civils sans défense. Il est alors forcé de travailler pour l’Union Aerospace Corporation (UAC), un complexe militaro-industriel interplanétaire traitant des déchets radioactifs mais que l'armée utilise également pour mener des expériences secrètes sur la téléportation entre Mars et ses deux lunes, Phobos et Deimos.
Peu avant le début de Doom, les expériences menées par l'armée provoquent l'ouverture d'un portail interdimensionnels avec l'Enfer, permettant à une horde de créatures démoniaques d'envahir Phobos. Peu de temps après, Deimos disparaît des radars avant qu'une équipe, incluant le Doomguy qu'incarne le joueur, soit envoyée sur Phobos pour secourir les survivants. L’équipe s'infiltre alors dans la base se trouvant sur Phobos, seul le Space Marine couvrant leurs arrières, mais ne tarde pas à être décimée. Ne pouvant manœuvrer le vaisseau spatial seul, le Doomguy comprend que son seul espoir est de pénétrer dans la base de Phobos afin de stopper l'invasion démoniaque.

### Scénario
Dans le premier Doom, le Doomguy explore d'abord le complexe militaire se trouvant sur Phobos où il découvre un portail interdimensionnel le menant directement sur l'autre lune de Mars. Il traverse ensuite la base de Deimos, celle-ci ayant été distordue par l'influence démoniaque, et après avoir vaincu le puissant Cyberdemon, il découvre que Deimos flotte maintenant au-dessus de l'Enfer. Il lutte alors contre les démons de l'Enfer jusqu'à faire face au Spiderdemon, le démon ayant planifié l'invasion de la Terre, qu'il parvient à éliminer. Après l'avoir vaincu, il découvre un portail le ramenant sur Terre et découvre que celle-ci, malgré ses efforts, a tout de même été envahie par les démons.
Dans Doom II, les survivants de la Terre sont parvenus à construire un gigantesque vaisseau spatial devant leur permettre de s'échapper. Le seul spatioport capable de servir de base de lancement au vaisseau est cependant contrôlé par des démons qui y ont placé un champ de force afin que les terriens ne puissent pas l'utiliser. Le Doomguy parvient néanmoins à désactiver celui-ci, permettant au vaisseau de se placer en orbite, avant d'être contacté par les survivants qui ont découvert d'où vient l'invasion démoniaque. Il se rend alors dans la ville ou se trouve le portail démoniaque mais ne parvient pas à le désactiver. Il se rend donc à nouveau en Enfer et parvient à éliminer le démon contrôlant le portail, provoquant la destruction de celui-ci.

### Personnages
- Le joueur (alias le Doomguy) : un Marine de l'UAC envoyé sur Mars pour assurer la relève.

Dans Doom 3
- Le docteur Malcolm Betruger : un scientifique responsable de l’ensemble des recherches sur Mars.
- Le conseiller Elliot Swan : un haut dirigeant de l'UAC envoyé sur Mars pour régler un certain nombre de problèmes avec le Dr Malcolm Betruger.
- Le sergent Thomas Kelly, dit « Sarge » : le commandant des Marines sur Mars ; le supérieur du joueur, qui lui donne ses missions.
- Jack Campbell : le garde du corps d'Elliot Swan.

## Système de jeu
Les Doom sont des jeux de tir à la première personne reprenant les concepts introduits par id Software dans Wolfenstein 3D. Comme dans celui-ci, le joueur évolue dans des environnements en trois dimensions qu’il observe en vue subjective. L'objectif du joueur est de traverser des séries de niveaux, chaque niveau du jeu étant peuplé de créatures hostiles que le joueur doit combattre, à l’aide d’armes qu’il récupère au fur et à mesure de sa progression et de secrets trouvables dans les niveaux, pour pouvoir avancer et en atteindre la sortie.

## Postérité

### Rééditions
Par ailleurs, le jeu doom a été porté sur pratiquement tout objet muni d'un écran, de l'ordinateur embarqué à la billetterie de métro, de la croix de pharmacie au test de grossesse.

### Communauté de joueur et speedruns
Doom est le pionnier fondamental du speedrun, et il est à l'origine de la communauté internet en étant à l'origine de SpeedDemoArchive, s'ouvrant plus tard à d'autres jeux vidéos.

## Produits dérivés

### Films
- 2005 : Doom d'Andrzej Bartkowiak avec Karl Urban, The Rock
- 2019 : Doom: Annihilation de Tony Giglio

### Jeux de société
- 2005 : Doom: The Board Game (en) : de 2 à 4 joueurs pour une durée moyenne de 90 minutes. Conçu par Kevin Wilson, édité par Fantasy Flight Games. Édité en France par Edge.
- 2005 : Doom: The Board Game - The Expansion : de 2 à 6 joueurs pour une durée moyenne de 90 minutes. Conçu par Kevin Wilson, édité par Fantasy Flight Games. Édité en France par Edge.

### Romans
Doom a inspiré deux novélisations publiées dans la collection Virtuel Space éditée par Fleuve noir.
- Doom Tome 1 : Dans les macchabées jusqu'au cou (Par Dafydd ab hugh et Brad Linaweaver) (no 1 de la collection)
- Doom Tome 2 : L'enfer sur Terre (Par Dafydd ab hugh et Brad Linaweaver) (no 4 de la collection)